# Franco Cángele
Franco Dario Cángele (* 16. Juli 1984 in Franco Madero, Buenos Aires, Argentinien) ist ein argentinischer Fußballspieler.

## Karriere

### Verein
Cángele machte sein Debüt bei den Boca Juniors im Jahr 2002, spielte insgesamt 57 Spiele und machte zehn Tore. Er gewann drei Pokale: die argentinische Meisterschaft (2003), die Copa Libertadores (2003) und die Copa Sudamericana (2004).
Nach Boca Juniors spielte er für Independiente, Colon und Sakaryaspor. Bei seinem aktuellen Klub Kayserispor hat er einen Dreijahresvertrag.
Am 11. September 2010 zog sich Cangele im Heimspiel gegen Fenerbahçe Istanbul (2:0-Sieg für Kayserispor) eine Knieverletzung zu, wegen der er die nächsten sechs Monate fehlte.
Nachdem bei Kayserispor der frühere kroatische Fußballstar Robert Prosinečki das Trainingsamt übernommen hatte, bekam Cángele selten Spieleinsätze. So löste er nach gegenseitigem Einvernehmen mit der Vereinsführung seinen Vertrag in der Winterpause 2012/13 auf und verließ nach fünfeinhalb Jahren Kayserispor.
Cángele wechselte zurück nach Argentinien und unterschrieb bei den Boca Juniors. Nach nur einer halben Saison kehrte er in die Türkei zurück und spielt auf Leihbasis für Sanica Boru Elazığspor.

### Nationalmannschaft
Mit der argentinischen U-20-Nationalmannschaft wurde Cángele in der Junioren-Fußballweltmeisterschaft 2003 Vierter.